# ORM (band)
 For alternative betydninger, se ORM (flertydig). (Se også artikler, som begynder med ORM)
ORM er et dansk black metal-band. Gruppen blev dannet i 2015, efter at deres tidligere band; By the Patient gik i opløsning.

## Historie
Allerede i 2016 spillede bandet på Roskilde Festival.
I 2018 var bandet nomineret til Årets danske hardrock-/metal-udgivelse ved GAFFA-Prisen, for deres første plade; ORM. 2018 var også året hvor de kunne opleves på Copenhell.
2019 startede ud med en koncert på SPOT Festival. Den 29. august spillede bandet en udsolgt release-koncert på ALICE CPH. Dagen efter udkom bandets andet album; IR. Albummet blev rost af anmelderne, Politiken gav albummet 5 ud af 6 hjerter. I slutningen af året udnævner Politiken albummet til det 6. bedste danske album fra 2019.
Året 2020 startede hvor 2019 sluttede. IR blev nomineret til årets udgivelse ved Steppeulven 2020. Udover nomineringen spillede bandet også til showet. Bandet havde dernæst planlagt en større forårsturné. Den blev dog desværre ikke gennemført da de efter kun par afholdte koncerter, måtte lægge det hele ned grundet Covid-19. Bandet skulle også have spillet på både Roskilde Festival og Copenhell dette år. Året 2020 blev langt fra hvad bandet havde håbet på, de fik dog en lille genrejsning med to udsolgte koncerter i Pumpehuset i oktober.

## Medlemmer
- Theis W. Poulsen – Vokal/Guitar
- Simon S. Andersen – Vokal/Guitar
- Adam Schønemann – Trommer
- Malthe Yde Tiufkær – Bas

### Tour medlemmer
- Jonas Bangstrup - Trommer (2020)

### Tidligere medlemmer
- Troels C. Nielsen – Bas (2015-2022)

## Diskografi
- 2017: Orm
- 2019: IR
- 2020: Mit blod (EP)
- 2022: Intet - Altet
- 2024: Slør